# Акулово (посёлок, Москва)
Аку́лово — посёлок в составе города Москвы, расположенный в 13 км к северо-востоку от основной территории Москвы и в 20 км к северу от посёлка Восточного, вместе с которым Акулово образует район «Восточный» Восточного административного округа города Москва. 
Является анклавом в Московской области, состоит из двух разделённых частей и граничит с городскими округами Мытищи и Пушкинский Московской области. Сам посёлок также имеет экстерриториальный эксклав на территории Московской области в размере одного дома (расположенного по адресу пос. Акулово, д. 33) в 6.5 км от центра посёлка, в районе железнодорожной платформы Челюскинская.

## История
В 1937 году было заполнено Учинское водохранилище, на берегу которого был построен посёлок Акулово для обслуживания Акуловского гидротехнического узла. Название новый посёлок получил по деревне Акулово, затопленной при строительстве водохранилища. 18 августа 1960 года посёлок вошёл в состав Москвы. 11 ноября 1961 года был сохранён в составе Москвы, после возвращения части территории вокруг него в состав Московской области.

## Граница посёлка
Граница посёлка Акулово проходит по юго-восточным границам территории Учинского лесопарка, далее 50 метров на север по западной стороне автомобильной дороги на ГЭС, далее, пересекая автомобильную дорогу на восток; далее, пересекая автомобильную дорогу на плотину; далее 60 метров на юго-восток (до территории участков ДСК «Учинский»), западным границам территории участков ДСК «Учинский» (до 1-го Акуловского проезда микрорайона Мамонтовка города Пушкино), северо-западной стороне 1-го Акуловского проезда и северо-восточной стороне улицы Строительной до Учинского лесопарка.
В границы территории посёлка Акулово входит также территория участка школы Акуловского гидроузла площадью 2 га, граница которого проходит по северо-западной стороне Дачной улицы микрорайона Мамонтовка города Пушкино, далее по северо-восточной и северо-западной границам территории домовладения № 16 по Дачной улице, далее 30 метров на север до территории Учинского лесопарка, далее по южной границе территории Учинского лесопарка, южной стороне Луговой улицы микрорайона Мамонтовка, юго-западной стороне Почтовой улицы микрорайона Мамонтовка до Дачной улицы микрорайона Мамонтовка.

## Реконструкция посёлка
16 сентября 2008 года постановлением правительства Москвы № 846-ПП утверждён проект планировки территории посёлка Акулово.
Проект планировки Акулово не вызвал у жителей больших возражений и был полностью принят. Основная его идея — сохранение малоэтажного фонда. Предполагается снести шесть шлакоблочных двухэтажных домов и возвести один семиэтажный стартовый дом для переселения. А на месте двухэтажек появятся новые трёхэтажные дома. В общей сложности планируется снести 8 домов общей площадью 5 тыс. кв м., а построить 14,3 тысяч м². жилищного фонда.
Также планируется реконструировать 8,25 тысяч м² дорожного полотна. В проекте предусмотрена прокладка и перекладка водопроводной сети, реконструкция канализации, строительство центрального теплового пункта, строительство трансформаторной подстанции и кабельных линий, строительство новых сетей ливневой канализации.
Кроме того, будут сделаны пристройки к школе № 448 на 100 учеников, детскому саду, ФОКу и пекарне. Построят пожарную часть на одно отделение, гаражи — подземные и наземные. Предусмотрены также три объекта природного комплекса — парк в северной части посёлка, бульвар и сквер на Луговой улице.

## Транспорт
Со станцией «Пушкино» и платформой «Мамонтовская» район связывают три автобусных маршрута под №:
- 8: платформа «Мамонтовская» — Акулово
- 9: станция «Пушкино» — Акулово (с заездом к платф. «Мамонтовская»)
- 17к: станция «Пушкино» — Лесная улица, 3

С основной территорией (с посёлком Восточный Восточного административного округа) район связан муниципальным городским автобусным маршрутом № 1133 «Посёлок Восточный — Посёлок Акулово». Данный автобус является уникальным для системы Московского транспорта, так как совершает всего два рейса в неделю.